# George Roger La Rue
George Roger La Rue (geb. 1. Januar 1882 in Paullina (Iowa); gest. 3. August 1967 in Hyattsville) war ein US-amerikanischer Zoologe und Parasitologe. Sein Hauptarbeitsgebiet waren die Plattwürmer, insbesondere die Band- und Saugwürmer, zu deren Morphologie, Lebenszyklen und Systematik er zahlreiche Beiträge lieferte.
La Rue arbeitete 1904 bis 1907 als Assistent am Doane College und von 1907 bis 1909 als Forschungsassistent am University of Nebraska Medical College. Anschließend war er bis 1911 in der Zoologie der University of Illinois tätig und erwarb dort seinen Ph.D. Danach lehrte er an der University of Michigan Zoologie. 1927 wurde er Professor und hatte den Lehrstuhl von 1934 bis 1949 inne. Zusätzlich war La Rue von 1916 bis 1939 Direktor der Biological Station.

## Werke
- On the morphology and development of a new Amphibian cestode of the genus Proteocephalus Weinland, 1909
- A Revision Of The Cestode Family: Proteocephalidae, 1914
- Two new larval trematodes from Thamnophis marciana and Thamnophis eques, 1917
- Laboratory Directions in Principles of Animal Biology, 1919
- Dried preparations of earthworms. 1924
- Studies on the trematode family Strigeidae (Holostomidae), no. I-[XXIV], 1926–1932
- A Revision of the Cestode Family, Proteocephalidae Volume. Illinois Biological Monographs V. 1, Nos. 1 and 2